# Peio
Peio (IPA: /ˈpɛjo/, Péi, Pièi, o Pèi in solandro), a volte scritto impropriamente Pejo, è un comune italiano sparso di 1 794 abitanti della provincia autonoma di Trento, sito nell'omonima valle e noto per le sue sorgenti di acqua ferruginosa e per le sue terme. È uno dei comuni più estesi del Trentino, con ben 162,33 km² di territorio, la sede comunale è Cogolo.

## Storia
Il comune nacque nel 1928 in seguito all'accorpamento dei cinque comuni precedentemente presenti in valle: Celledizzo, Celentino, Cogolo, Comasine e Peio. Il capoluogo comunale divenne Cogolo, mentre l'abitato di Peio, per una migliore e rapida distinzione, è normalmente identificato come Peio Paese. 
Tale provvedimento fu ratificato con il Regio Decreto 28 giugno 1928, n. 1686: Riunione dei comuni di Celadizzo, Celentino, Cogolo, Comasine e Peio in un unico Comune denominato «Peio» con capoluogo a Cogolo.

### Simboli
Stemma
Lo stemma è stato adottato con D.G.P. del 12 dicembre 1982 n. 16159/2-B.
Gonfalone
Il gonfalone è stato adottao con D.G.P. del 18 gennaio 1985 n. 242.

## Monumenti e luoghi d'interesse

### Architetture religiose
- Chiesa di Maria Madre della Chiesa, parrocchiale a Cogolo.
- Chiesa dei Santi Filippo e Giacomo, a Cogolo.
- Chiesa di San Bartolomeo, in località Pegaia, Cogolo.
- Chiesa di San Giorgio, parrocchiale a Peio Paese.
- Chiesa di San Camillo de Lellis, in località Peio Fonti, Peio Paese.
- Chiesa di San Rocco, poco sopra all'abitato di Peio Paese. Nei pressi della chiesa si trova un cimitero militare, nel quale sono stati deposti anche i resti di soldati austriaci morti durante la Grande Guerra e restituiti dal ghiacciaio.
- Chiesa di Sant'Agostino, parrocchiale a Celentino.
- Chiesa di Sant'Antonio, in località Strombiano, Celentino.
- Chiesa dei Santi Fabiano e Sebastiano, parrocchiale a Celledizzo.
- Chiesa di San Matteo, parrocchiale a Comasine.
- Chiesa di Santa Lucia, posta sull'omonimo colle a Comasine.

### Architetture civili
- Palazzo Migazzi a Cogolo, antica residenza rustico-nobiliare del '400.

### Architetture militari
- Forte Barba di Fiori, di cui sono rimasti i ruderi a sud-ovest dell'abitato di Peio Paese, sulla strada che porta al lago artificiale di Pian Palù, a quota 1610 m s.l.m..

## Società

### Evoluzione demografica
Abitanti censiti

## Cultura

### Istruzione

#### Musei
Grazie alle peculiarità dell'ambiente, delle strutture storiche e delle tradizioni e al lavoro di ricerca etnografica svolto dall'Associazione L.I.N.U.M. (Lavorare Insieme per Narrare gli Usi della Montagna), nell'anno 2002, la Provincia di Trento ha riconosciuto al territorio del Comune di Peio lo status di Ecomuseo. La denominazione ufficiale scelta è stata: Ecomuseo della Val di Peio "Piccolo Mondo Alpino".
Nel 2003 è stato creato un museo riguardante la prima guerra mondiale, svoltasi anche su queste montagne. Tale museo contiene sia reperti riguardanti il campo di battaglia, sia oggetti di uso quotidiano, e inoltre documenti, mappe, videodocumentari ed un archivio fotografico.

## Economia

### Turismo
Peio è un importante centro turistico che offre nei mesi estivi la possibilità di effettuare escursioni nel Parco nazionale dello Stelvio, mentre in quelli invernali la possibilità di praticare lo sci alpino, lo sci nordico ed il pattinaggio su ghiaccio. Sul territorio comunale sono presenti come punti di appoggio i rifugi Vioz e Larcher.

## Infrastrutture e trasporti
La Val di Peio è percorsa dalla Strada Provinciale 87, che ha origine nei pressi di Fucine dalla SS 42 del Tonale e che termina a Peio Paese dopo aver attraversato direttamente o con varie diramazioni (SP 87dir) tutte le frazioni.

## Amministrazione
| Periodo           | Periodo           | Primo cittadino  | Partito      | Carica  | Note |
| ----------------- | ----------------- | ---------------- | ------------ | ------- | ---- |
| 14 giugno 1985    | 21 marzo 1990     | Silvio Bolis     | Indipendente | Sindaco |      |
| 5 giugno 1990     | 5 giugno 1995     | Paolo Frenguelli | DC           | Sindaco |      |
| 5 giugno 1995     | 15 maggio 2000    | Paolo Frenguelli | lista civica | Sindaco |      |
| 16 maggio 2000    | 10 febbraio 2006  | Alberto Rigo     | lista civica | Sindaco |      |
| 29 maggio 2006    | 22 settembre 2020 | Angelo Dalpez    | lista civica | Sindaco |      |
| 23 settembre 2020 | 4 maggio 2025     | Alberto Pretti   | lista civica | Sindaco |      |
| 5 maggio 2025     | in carica         | Luca Veneri      | lista civica | Sindaco |      |

### Altre informazioni amministrative
La circoscrizione territoriale ha subito le seguenti modifiche: nel 1928 aggregazione di territori dei soppressi comuni di Celledizzo, Celentino, Cogolo e Comasine.

In realtà, come visto precedentemente, non si è trattato di accorpamento, ma di riunione di tutti e cinque i comuni. Data l'omonimia fra il nuovo comune ed uno di quelli soppressi, a livello Istat il provvedimento è stato però trattato come un'aggregazione.

## Sport

### Calcio
In Val di Peio, sono state ospitate svariate volte squadre di calcio professionistiche per i ritiri estivi tra cui ricordiamo il Chievo Verona, il Brescia, il Panathinaikos, la Torres e più recentemente le formazioni giovanili del Bayern Monaco e del Napoli. Dall'estate 2016 a quella 2018 è sede del ritiro del Cagliari Calcio.
Nel 2022 è sede del ritiro del Parma Calcio.

### Ciclismo
Peio ha ospitato l'arrivo di due tappe del Giro d'Italia:
- Nel 1986 la 19ª tappa che è stata vinta dall'olandese Johan van der Velde. Quell'anno Peio fu anche sede di partenza della tappa successiva.
- Nel 2010 la 17ª tappa che è stata vinta dal francese Damien Monier.

La frazione di Cogolo è un capolinea della ciclopista della Val di Sole.

### Alpinismo
Il territorio offre varie possibilità di escursioni alpinistiche, in particolare la salita al Monte Vioz e alla Punta Taviela.